# Calle 13
|  | Per a altres significats, vegeu «Calle 13 (canal de televisió)». |

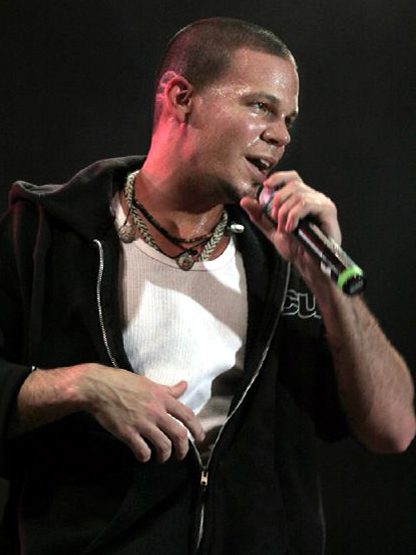
Residente, de Calle 13

Calle 13 és un duet de reggae/hip-hop de Puerto Rico compost per René Pérez, que es fa dir Residente, i Eduardo Cabra, que es fa dir Visitante. Els seus sobrenoms provenen de la identificació que havien de donar al guàrdia de seguretat per ingressar al sector El Conquistador de Trujillo Alto, Puerto Rico, on tenien casa seva. René és el cantant i escriptor, i Eduardo canta a cors, també escriptor i pianista. La seva germana, Ileana Cabra anomenada PG-13 (una classificació usada als Estats Units que suggereix cautela a l'hora de presenciar un film a menors de tretze anys) contribueix en algunes cançons amb veu femenina. La mare de René i Ileana, Flor Joglar de Gracia, ha contribuït ocasionalment amb el duet. El nom Calle 13 prové del nom del carrer al sector on van créixer a Trujillo Alto.

## Història
El duet es va donar a conèixer el 2005 amb dos èxits seguits a les estacions de ràdio de Puerto Rico. Les cançons eren "Se Vale To-To' " i "Mi querido FBI". Aquesta última és una cançó dirigida a l'Oficina Federal (Nord-Americà) d'Investigacions, ("Federal Bureau of Investigation", o, per les seves sigles en anglès, F.B.I.), i va ser escrita per Residente després de l'assassinat del líder Machetero Filiberto Ojeda Ríos. La cançó, llançada només 30 hores després de la mort d'Ojeda, va ser difosa per Internet al país, i ja feia titulars de premsa cinc dies després de l'esdeveniment. El duet va ser criticat perquè la lletra de la cançó promou obertament la violència contra el govern dels Estats Units i les autoritats colonials (administració del govern de Puerto Rico, que no ostenta sobirania pròpia sobre el país), però el grup al·lega que la cançó no necessàriament ha de ser presa literalment.
A finals del 2005 van aconseguir llançar el seu primer disc anomenat "Calle 13", el qual va rebre crítiques mixtes. Una crítica favorable a Time Magazine va cridar l'atenció cap a l'enregistrament, de la qual es van vendre 350 mil còpies a tot el món. Posteriorment van ser nomenats al Grammy llatí pels seus èxits "Atreve-te-te!" i "Chulin Culin Cunfly", en aquesta última fa duet amb Julio Voltio.
El desembre de 2005 el governador de Puerto Rico, Aníbal Acevedo Vilá, va admetre escoltar al grup després que el seu fill li va gravar algunes de les seves cançons en el seu iPod. Això el va portar a convidar-los a La Fortaleza i demanar-los que gravessin una cançó contra els trets a l'aire, la qual cosa és una pràctica comuna durant les celebracions de comiat d'any. Aquests accedeixen, component el tema La Ley de Gravedad i Atrévete-Te-Te! " de manera il·legal en campanya política de Veneçuela per l'ex-candidat presidencial Manuel Rosales el qual el duo va desautoritzar tot seguit. Aquell mateix any el diari The New York Times va convidar els nord-americans a visitar Puerto Rico perquè tinguessin l'oportunitat de veure al que van anomenar "el primer intel·lectual que arriba a la fama del gènere reggaetón".
Recentment s'han fet coneguts en països de Sud-amèrica amb els seus dos èxits "Atrévete-Te-Te!" (que va assolir el límit en les llistes de popularitat a Colòmbia, i va ser un èxit radical a Veneçuela, Argentina, l'Equador, el Perú i Xile) i Japó (la cançó).
Després d'aconseguir fama, el duet s'ha convertit en un dels més sol·licitats per altres artistes de reggaeton i han col·laborat amb alguns d'ells, cantant o escrivint cançons. Residente Calle 13 (René) fa duet amb Nelly Furtado en el seu vídeo "No hay igual". El 24 d'abril de 2007 van llançar el seu segon àlbum titulat Residente/Visitante. A l'àlbum s'incorporen col·laboracions amb Gustavo Santaolalla i Bajofondo Tango Club, duets amb La Mala Rodríguez i Tego Calderón, i intervencions de Panasuyo, Orishas, i Vicentico, excantant de Los Fabulosos Cadillacs.
El grup es va separar el 2016 per dedicar-se a les seves carreres en solitari.

## Integrants

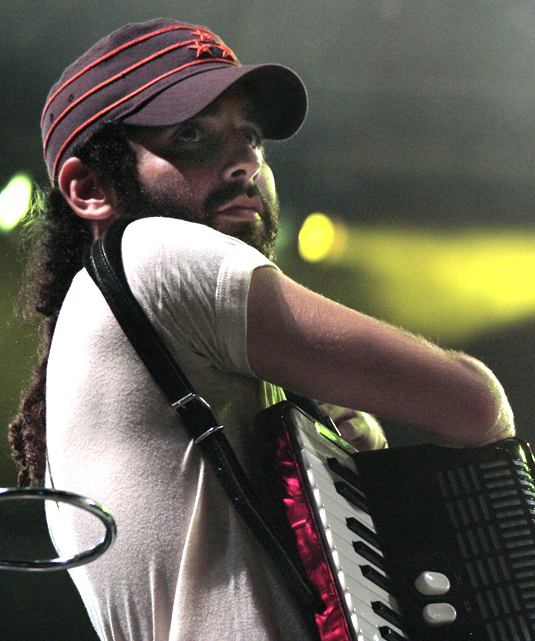
Visitante

- Residente (nascut com René Pérez Joglar) és el cantant. Va néixer el 23 de febrer de 1978 en Hato Rey, Puerto Rico. Fill d'un conegut advocat i una actriu de teatre, Flor Joglar de Gracia, que va pertànyer a la companyia "Teatre del Sesenta". Té un batxillerat en arts i una mestria en cinema. Va escollir el nom Residente perquè així és com s'havia d'identificar amb el guàrdia cada vegada que tornava a casa seva a Trujillo Alto. Té més de sis tatuatges als seus braços i pit, entre els quals té tatuada la foto del rostre de la seva mare al braç esquerre, diverses pantalles, el seu cabell gairebé rapat, decorat amb línies. Fou parella de l'Ex Miss Univers Denise Quiñones.

- Visitant (nascut com Eduardo José Cabra Martínez) és el pianista i vocalista. Va néixer el 10 de setembre de 1978. Eduardo, va créixer envoltat per la música i als 6 anys, la seva mare el va apuntar a classes de piano amb el pianista José Acevedo. Posseeix dos batxillers: comptabilitat i computadors. Té estudis complets de piano i domina altres instruments, incloent l'acordió. Va escollir el nom Visitant perquè així s'havia d'identificar amb el guàrdia cada vegada que visitava el seu germanastre, René. També té un tatuatge, que el flama tipus "sesentó", al seu avantbraç.

- PG-13 (nascuda com Ileana Cabra Joglar), de divuit anys, agermana de Residente i Visitant, va contribuir al primer disc amb la seva veu en cançons com "Formiga Brava", en les quals cap a falta una veu femenina.

El seu mànager actual és Angelo Medina, el qual va funcionar com manejador de Ricky Martin durant l'etapa més reeixida de la seva carrera.

## Discografia
- Calle 13, 2005
- Residente o Visitante, 2007[2]
- Los De Atrás Vienen Conmigo, 2008
- Entren Los Que Quieran, 2010.[3]
- Multiviral, 2014[4]

## Premis
- 19 d'octubre del 2006: "Artista Promesa" en els Premis MTV Music Awards Latinoamérica
- 2 de novembre del 2006: "Millor Artista Nou", "Millor Àlbum de Musica Urbana" i "Millor Video Versión Corta" en la 7ma Lliurament Anual de Los Premios Latin Grammys
- 8 de novembre del 2007: "Millor Cançó de Musica Urbana" i "Millor Àlbum de Musica Urbana" en la 8va Lliurament Anual De Los Latin Grammys

## Controvèrsies
Uns dels seus temes musicals, "Tango del Pecado" (que té un video), estrenat el 2007, va donar molt a parlar. Va ser censurat, principalment per sacerdots catòlics i altres comunitats cristianes, perquè es va dir que la lletra de l'esmentada cançó contenia missatges satànics, finalment el vocalista del grup (René Pérez, Resident) va aclarir la situació dient que no es tractava d'un missatge ocult al diable o dimoni, sinó d'una burla als festeigs i a tota la controvèrsia que envolta a aquest gènere musical.